# Bermi (Mijen)
Bermi is een bestuurslaag in het regentschap Demak van de provincie Midden-Java, Indonesië. Bermi telt 1969 inwoners (volkstelling 2010).